# Paper Mario: The Origami King
Paper Mario: The Origami King (jap.: ペーパーマリオ オリガミキング, Hepburn: Pēpā Mario: Origami Kingu) ist ein Rollenspiel, das von Intelligent Systems entwickelt und am 17. Juli 2020 von Nintendo exklusiv für ihre aktuelle Spielkonsole Nintendo Switch veröffentlicht wurde. Es ist das insgesamt sechste Spiel der Paper-Mario-Reihe und der Nachfolger von Paper Mario: Color Splash (Wii U, 2016).
Bis 2023 konnte sich das Spiel weltweit 3,47 Millionen Mal verkaufen.

## Handlung
König Olly, der Hauptantagonist von Paper Mario: The Origami King, der sich selbst als Herrscher des Origami-Königreichs bezeichnet, hat Prinzessin Peach in Origami verwandelt, ihr Schloss ausgerissen und mit Luftschlangen gefesselt und hat vor, die gesamte aus Papier bestehende Welt zu falten. Mario macht sich auf den Weg, um diesen Plan zu vereiteln. Auf seinem Weg lernt er wie bereits in einigen früheren Paper-Mario-Teilen weitere Gefährten kennen, die ihn auf seiner Reise unterstützen, wobei Olivia seine Hauptgefährtin ist.

## Entwicklung
Erste Pläne für einen neuen Ableger der Paper-Mario-Reihe wurden bereits Anfang 2020 geleakt. Laut dem britischen Onlinemagazin für Computerspiele Eurogamer plante Nintendo, das Spiel während der Computerspielmesse Electronic Entertainment Expo (E3) im Jahr 2020 als Teil von Marios 35. Geburtstag anzukündigen. Die Messe ist jedoch aufgrund der COVID-19-Pandemie abgesagt worden.

### Ankündigung

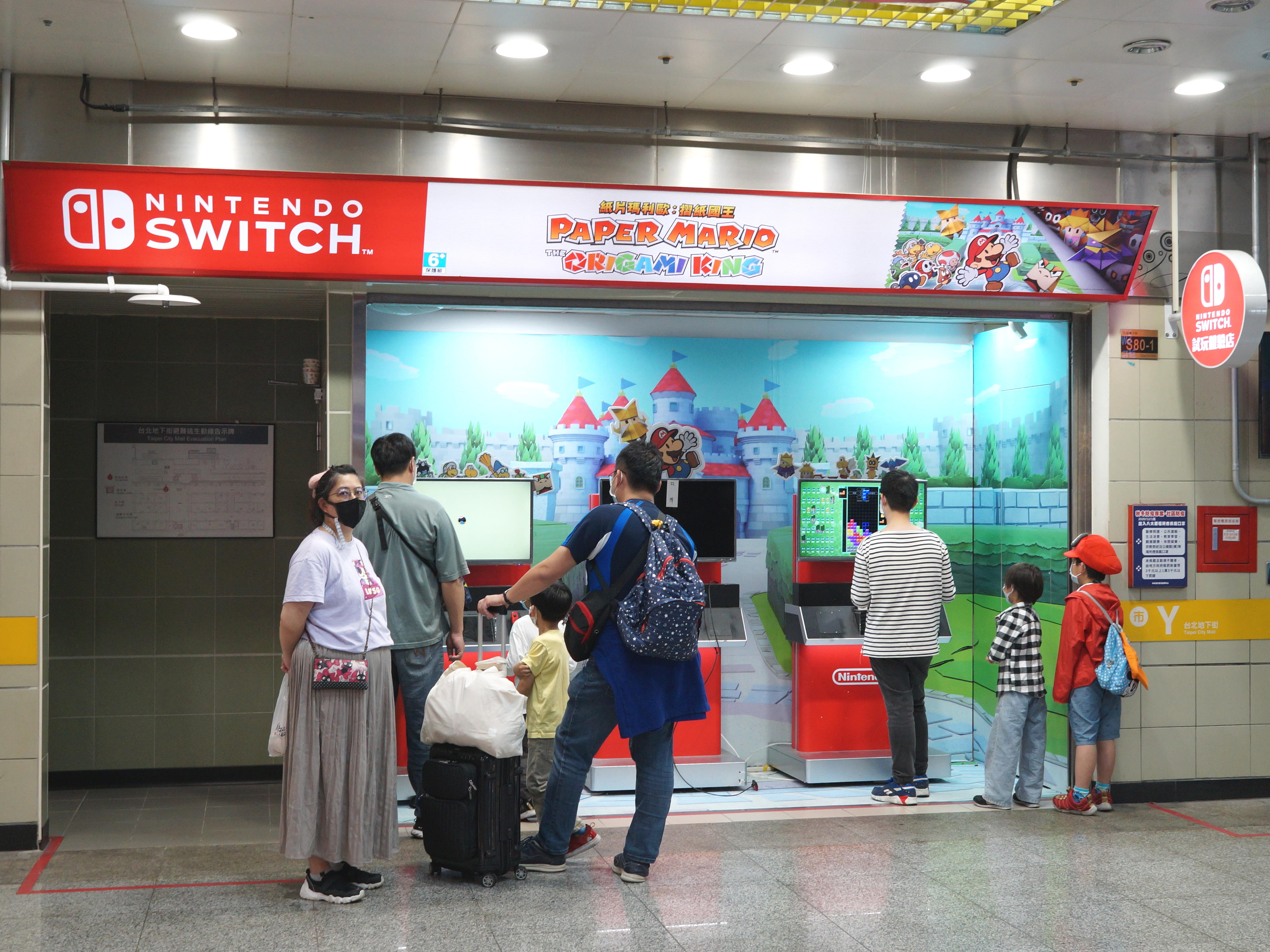
Stand von Paper Mario: The Origami King in Taipeh, Taiwan (2021)

Paper Mario: The Origami King wurde am 14. Mai 2020 in Form eines Vorstellungstrailers auf dem offiziellen YouTube-Kanal von Nintendo angekündigt.

## Rezeption
Auf Metacritic hält Paper Mario: The Origami King einen Metascore von 80 von insgesamt 100 möglichen Punkten, basierend auf 116 Bewertungen.
Das deutsche Onlinemagazin für Computerspiele 4Players bewertete das Spiel mit 88 von 100 möglichen Punkten und vergab die Marke „Sehr gut“ und lobte das Spiel u. a. für seine Grafik, den „sehr anständige[n] Umfang“ sowie die Musik. Kritisiert wurde u. a.  der „sehr lineare Spielaufbau“ sowie der „generell niedrige Schwierigkeitsgrad“.
PC Games bewertete es mit 7 von 10 Punkten und lobte die Grafik, die Atmosphäre und den Humor und kritisierte u. a. das Kampfsystem.